# Taraf de Haïdouks
Taraf de Haïdouks est un ensemble musical roumain, originaire de Clejani, au sud de Bucarest. Il est le plus célèbre groupe du genre dans l'ère post-communiste.

## Histoire
Ils sont connus dans leur pays d'origine sous le nom de Taraful Haiducilor, qui veut dire à peu près bande de brigands, mais taraf est aussi le nom traditionnel des groupes de lăutaris (musiciens roms roumains). Haïdouk vient du mot turc haydut : « hors-la-loi », mais en roumain, ce mot a une connotation historique, comme « insurgé » en français. Le nom du groupe est connu internationalement sous sa forme francisée sans construction génitive « Taraf de Haïdouks ».
Le groupe est formé en 1990 peu après la chute de l'État communiste. La formation initiale compte une douzaine de musiciens ; mais par la suite, l'effectif a occasionnellement augmenté jusqu'à une trentaine. Les premiers contacts avec l'Europe occidentale se font grâce à l'ethnomusicologue suisse Laurent Aubert, puis grâce à Stéphane Karo et Michel Winter, deux musiciens belges qui, enthousiasmés par la musique du groupe, s'improvisent managers, font jouer le Taraf de Haïdouks en Europe de l'Ouest. Ils contribuent à lancer la carrière internationale du groupe, dont ils s'occupent encore à ce jour.
Le premier album parait chez Crammed Discs en 1991, et le groupe participe en 1993 à Latcho Drom (le fameux film de Tony Gatlif) et au Gipsy Swing Festival d'Angers. Le Taraf de Haïdouks s’impose alors comme un groupe emblématique qui symbolise la merveilleuse vitalité de la musique tsigane des Balkans. Leur musique tour à tour endiablée, grave ou mélancolique utilise les mêmes instruments que leurs parents et grands-parents : violon, accordéon, contrebasse, cymbalum, flûte de Pan, percussions et quelques instruments à vent.
Le groupe a multiplié les collaborations : concerts avec le Kronos Quartet au Royal Festival Hall de Londres, participation (en tant que mannequins/musiciens) aux défilés du styliste Yohji Yamamoto, présence dans les bandes-son de films tels que Terminus Paradis de Lucian Pintilie ou Train de vie de Radu Mihaileanu, et apparition remarquée à l’écran (aux côtés de Johnny Depp et Christina Ricci) dans The Man Who Cried, le film de la réalisatrice britannique Sally Potter dont ils signent également une partie de la musique. En 2007, ils participent à la Folle Journée de Nantes, pour illustrer l'Harmonie des peuples, thème du festival cette année-là. Ils jouent en 2009 au World Music Festival d'Yverdon-les-Bains dans le canton de Vaud en Suisse romande. 
Les membres du groupe semblent traverser toute cette agitation en conservant leur sens de l’humour et leur philosophie de la vie. Ils résident toujours dans leur modeste village de Clejani, dans le județ (département) de Giurgiu au cœur de la campagne valaque, au sud de Bucarest.
Plus d’activité depuis 2019.

## Membres
Le noyau historique du groupe est composé de :
- Nicolae Neacșu (de) (« Culai »), violon et chant († septembre 2002)
- Dumitru Baicu (« Cacurică »), petit cymbalum et chant († 9 septembre 2007)
- Ion Manole (« Șaică » ou « Boșorogu »), violon et chant (†)
- Ionel Manole (« Ionitsă »), Violon, leader du Taraf de Clejani

- Ilie Iorga, chant, originaire de Mârșă près de Clejani
- Paul Giuclea (« Pasalan »), violon et chant, originaire de Mârșă
- Constantin Boieru Lautaru (« Costică »), violon et chant, originaire de Mârșă
- Gheorghe Anghel (« Caliu »), violon
- Gheorghe Robert, violon
- Gheorghe Fălcaru (« Fluierici »), flûte, contrebasse
- Marin Manole (« Marius »), accordéon
- Ion Tănase (« Ionică »), petit et grand cymbalum
- Sébastien Giniaux, violoncelle, guitare et flûte

Membres occasionnels:
- Constantin Sandu (« Dinu ») : petit cymbalum et chant
- Florea Pârvan : contrebasse, accordéon et chant
- Marin Sandu (« Țagoi ») : contrebasse, accordéon et chant

## Discographie
- 1991 : Musique des Tziganes de Roumanie
- 1994 : Honourable Brigands, Magic Horses and Evil Eye
- 1998 : Dumbala Dumba
- 1999 : Taraf de Haïdouks, compilation parue sur Nonesuch Records
- 2001 : Band of Gypsies
- 2005 : The Continuing Adventures of Taraf de Haïdouks - Live at Union Chapel (CD/DVD)
- 2007 : Maškaradǎ, contenant des réinterprétations de pièces classiques de Béla Bartók, Aram Khatchatourian, Isaac Albéniz et autres compositeurs qui se sont inspirés des musiques tsiganes.
- 2011 : Band of Gypsies 2 avec Kočani Orkestar
- 2015 : Of Lovers, Gamblers and Parachute Skirts

(albums tous parus chez Crammed Discs, excepté une compilation sur Nonesuch Records).
Avant que les Haïdouks s'associent en groupe, la plupart d'entre eux avaient enregistré pour des albums ethnomusicologiques:
- Musique des Tziganes de Valachie; les lăutari de Clejani (1988) [OCORA 3149025011190]

Les albums suivants furent produits par la Fundația Alexandru Tzigara-Samurcas de Bucarest, en association avec Euroart, le fonds culturel du Département pour l'Intégration européenne du Ministère des Affaires culturelles et religieuses de Roumanie.
- The End of the Millenium [sic] in the Romanian Village / Fin de millénaire dans le village roumain / Sfârșit de mileniu în satul Românesc, un ensemble d'enregistrements de 1989 à 1997, édité en 2000, livret en anglais, français et roumain. Seuls quelques musiciens de l'album appartiennent au Taraf, mais la plupart des autres, même d'autres origines, avaient déjà tourné avec eux.
- Outlaws of Yore / Les 'Haïdouks' d'Autrefois, deux volumes, enregistré au Musée du Paysan Roumain à Bucarest en mars 1991, édité en 2001, livret en anglais et français.

## Livres
- Hopa, tropa, Europa (Saut et Trot en Europe) par Speranța Rădulescu, (Musée du Paysan roumain, 1992) décrit la première tournée européenne du groupe.

## Films
- Certains musiciens du groupe (qui n'étaient pas encore le Taraf de Haïdouks) jouent leur propre rôle dans le film documentaire La Ballade du serpent - Une histoire tzigane (1991) de Marta Bergman, Frédéric Fichefet et Stéphane Karo. Ce film raconte la vie quotidienne de Clejani sous une forme poétique ;
- Ils jouent dans le film Latcho Drom de Tony Gatlif (1993), immersion dans la culture Tzigane en suivant le long périple que ce peuple a fait depuis l'Inde
- Ils interprètent des morceaux de Sapo Perapaskero dans Les Larmes d'un homme de Sally Potter (2000) ;
- Leur morceau Cacurica Dances (de l'album Band of Gypsies) figure dans Les Frères Grimm de Terry Gilliam (2005) ;
- Marius Manole, l'un des accordéonistes du groupe est un des personnages de Clejani (2005) de Marta Bergman et Frédéric Fichefet, la suite de La ballade du serpent - Une histoire tzigane. Ce film raconte le destin du village à la suite de la mort de Nicolae Neacșu le doyen du Taraf de Haïdouks ;
- Ils apparaissent dans le film Gipsy Caravan (When the Road bends...) de Jasmine Dellal (2007), documentaire dans lequel on aperçoit également la Fanfare Ciocărlia, Antonio El Pipa, Maharaja et Esma Redžepova.
- Gheorghe Anghel (« Caliu ») apparait dans le film Le Concert de Radu Mihaileanu, sorti fin 2009.